# Список индейских резерваций Монтаны
Это — список 8 индейских резерваций американского штата Монтана. 2 из них, Кроу и Форт-Пек, входят в десятку крупнейших по площади резерваций Соединённых Штатов. Индейские народы, проживающие на территории штата, относятся к алгонкинской (гровантры, северные шайенны, пикани, равнинные кри, равнинные оджибве), кутенай, салишской (флатхеды, верхние пан-д’орей) и сиуанской (ассинибойны, хункпапа, кроу, янктонаи, вахпетоны, сиссетоны) языковым семьям.

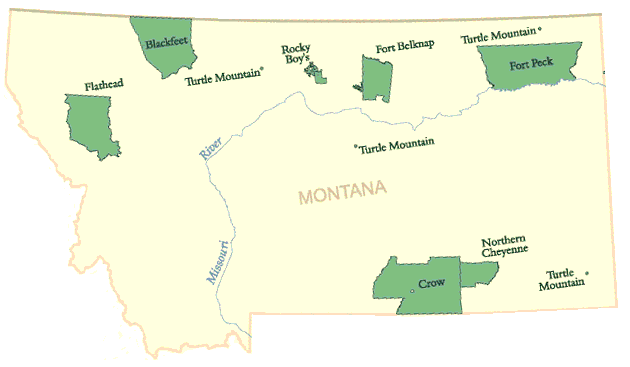
Карта индейских резерваций Монтаны

## Резервации
| Название       | Год образования | Этнос                                                 | Численность населения (2020) | Площадь (км²) | Округа |
| -------------- | --------------- | ----------------------------------------------------- | ---------------------------- | ------------- | --- |
| Блэкфит        | 1896            | пикани                                                | 10764                        | 6214,406      | Глейшер, Пондерей                                                                                         |
| Кроу           | 1868            | кроу                                                  | 6974                         | 9343,946      | Биг-Хорн, Йеллоустон, Трежер                                                                              |
| Нортерн-Шайенн | 1884            | северные шайенны                                      | 4456                         | 1831,983      | Биг-Хорн, Розбад                                                                                          |
| Рокки-Бой      | 1916            | равнинные оджибве, равнинные кри                      | 3639                         | 444,383       | Хилл, Шоуто                                                                                               |
| Тёртл-Маунтин  | 1882            | равнинные оджибве                                     | 7619                         | 614,786       | Филлипс, Блейн, Шеридан, Даниелс, Мак-Кон, Хилл, Шоуто, Либерти, Фергус, Рузвельт, Валли, Ричленд, Картер |
| Флатхед        | 1855            | флатхеды, верхние пан-д’орей, кутенаи                 | 30849                        | 5329,735      | Лейк, Сандерс, Мизула, Флатхед                                                                            |
| Форт-Белнап    | 1888            | ассинибойны, гровантры                                | 3382                         | 2638,174      | Блейн, Филлипс                                                                                            |
| Форт-Пек       | 1878            | ассинибойны, янктонаи, вахпетоны, сиссетоны, хункпапа | 9988                         | 8552,869      | Рузвельт, Валли, Дэниэлс, Шеридан                                                                         |